# Zoltán Soós-Ruszka Hradetzky
Zoltán Soós-Ruszka Hradetzky   (Budapest, 16 d'abril de 1902 - Kansas City, 8 de juliol de 1992) va ser un tirador hongarès que va competir durant la dècada de 1930.
El 1932 va prendre part en els Jocs Olímpics de Los Angeles, on guanyà la medalla de bronze en la prova de rifle en posició estesa, 50 metres del programa de tir. Quatre anys més tard, als Jocs de Berlín, quedà vuitè en la mateixa prova.
En el seu palmarès també destaca una medalla d'or al Campionat del Món de tir de 1935, Després de la Segona Guerra Mundial va emigrar als Estats Units, on va treballar com a entrenador d'esgrima i futbol.